# Caradrina tunkuna
Caradrina tunkuna är en fjärilsart som beskrevs av Max Wilhelm Karl Draudt 1935. Caradrina tunkuna ingår i släktet Caradrina och familjen nattflyn. Inga underarter finns listade i Catalogue of Life.